# Robert Stephen Rintoul
Robert Stephen Rintoul, född 1787 i Tibbermore, Perthshire, död den 22 april 1858, var en brittisk journalist.
Rintoul påbörjade sin utbildning vid församlingsskolan i Aberdalgie. Efter att ha varit lärling inom boktryckeribranschen blev han tryckare och därefter utgivare av Dundee Advertiser.
År 1826 begav han sig till London, där han grundade The Atlas. Två år senare, i juli 1828, grundade han, med vänners bistånd, The Spectator. I denna tidskrift understödde han ivrigt reformbillen 1832. Efter att ha lett The Spectator i nära trettio år sålde han den strax före sin död.